# Las Rozas de Madrid
Las Rozas de Madrid là một đô thị trong Cộng đồng Madrid, Tây Ban Nha. Đô thị này có diện tích 59,14 km², dân số theo điều tra năm 2010 của Viện thống kê quốc gia Tây Ban Nha là 88.065 người. Đô thị này nằm ở khu vực có độ cao 718 mét trên mực nước biển.
Thành phố cách Madrid 18 – 20 km về phía tây bắc, trên xa lộ A-6 đến A Coruña gần M-505 đi El Escorial, đánh dấu ranh giới phía nam của ´comarca'. 
Đô thị này có 4 nhà ga đường sắt RENFE;  Las Rozas, Las Matas, El Pinar và El Tejar.